# Muscopteryx hiemalis
Muscopteryx hiemalis là một loài ruồi trong họ Tachinidae.